# Little Jimmy Dickens
Pour les articles homonymes, voir Dickens.
James Cecil Dickens, dit Little Jimmy Dickens, est un chanteur américain de musique country, né le 19 décembre 1920 à Bolt en Virginie-Occidentale et mort le 2 janvier 2015 à Nashville dans le Tennessee.
Dickens est membre du Grand Ole Opry depuis 1948. Plusieurs de ses chansons se classent dans le Top 10 du hit-parade country durant les années 1950. Son plus grand succès, May the Bird of Paradise Fly Up Your Nose, sort en 1965 et figure dans le Top 20 du Billboard Hot 100. Le chanteur est élu au Country Music Hall of Fame en 1983.

## Biographie

### Jeunesse
James Cecil Dickens naît dans une famille pauvre de Virginie-Occidentale et grandit au milieu de ses douze frères et sœurs. Il s'intéresse très tôt à la musique grâce à sa mère et trois de ses oncles, qui chantent et jouent de la guitare. Alors qu'il est encore étudiant à l'université de Virginie-Occidentale, Dickens anime une émission diffusée par la station de radio locale WJLS,. Il abandonne ses études et se produit sur les ondes de stations locales sous le nom de Jimmy the Kid. Il est surnommé « Little Jimmy Dickens » par T. Texas Tyler (en).

### Carrière

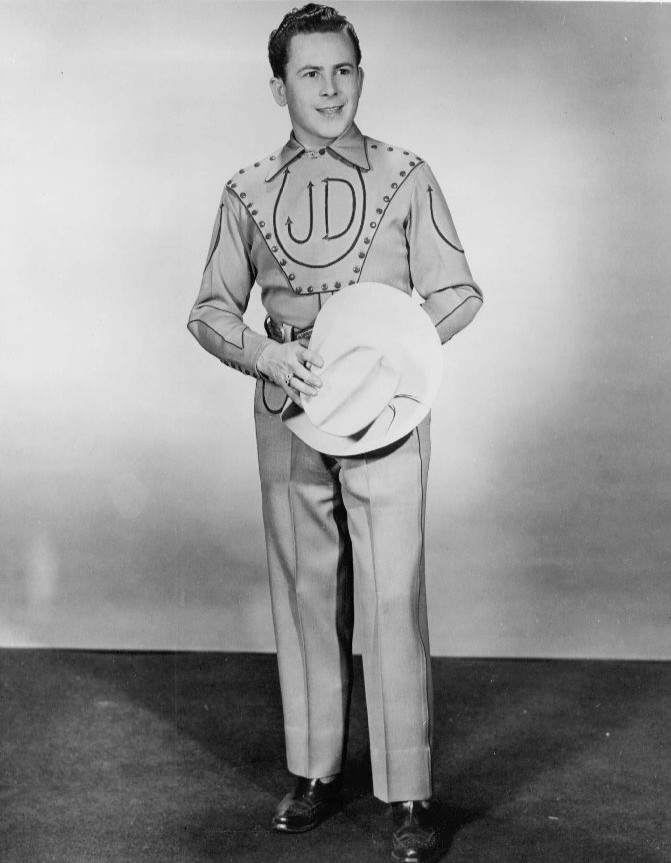
Little Jimmy Dickens en 1955.

Repéré par Roy Acuff, Dickens est invité à chanter au Grand Ole Opry, dont il devient membre permanent. Il signe un contrat discographique avec Columbia Records et Take an Old Cold Tater (and Wait), son premier succès, se classe dans le Top 10 du hit-parade country en 1949,. Lors des années suivantes, le chanteur sort une série de hits, dont Country Boy et Pennies for Papa. Au début des années 1950, il forme les Country Boys,. Dickens tourne de manière intensive avec son groupe, donnant souvent plus de 200 concerts par an. En 1957, il quitte le Grand Ole Opry et rejoint le Philip Morris Country Music Show. Il se produit également en Europe et joue pour les troupes américaines déployées au Viêt Nam. En 1964, il fait un tour du monde des bases militaires américaines,. Ses disques rencontrent moins de succès jusqu'à la parution de The Violet and a Rose en 1962, qui lui permet d'effectuer son retour au hit-parade. May the Bird of Paradise Fly Up Your Nose, sorti en 1965, est le seul titre de Dickens à atteindre la 1re place du classement country. Le morceau figure également dans le Top 20 du Billboard Hot 100. Dickens enregistre pour le label Decca Records à partir de 1967, puis signe avec United Artists Records en 1971. En 1975, il effectue son retour au Grand Ole Opree.
Little Jimmy Dickens subit une intervention chirurgicale en 2009 et une radiothérapie 2013. Il monte pour la dernière fois sur la scène du Grand Ole Opry en décembre 2013, au lendemain de son 94e anniversaire.

## Style musical

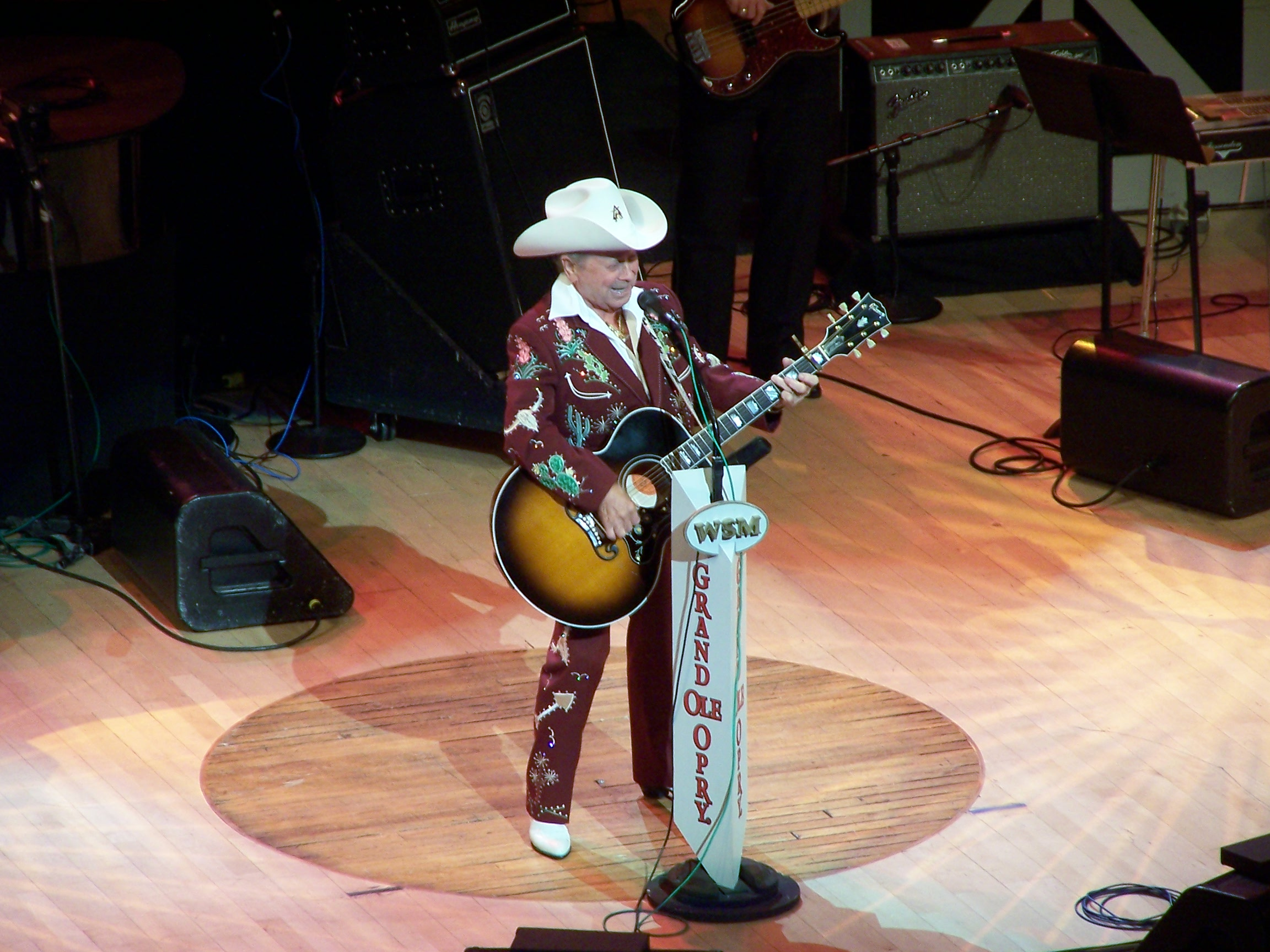
Little Jimmy Dickens au Grand Ole Opry (2004).

Little Jimmy Dickens et son groupe, les Country Boys, sont considérés comme des précurseurs du rockabilly,. La formation est composée des guitaristes Robert Arrington, Grady Martin (en) et Walter Haynes (en), ainsi que du bassiste Bob Moore (en). Martin et Moore deviennent des musiciens de studio renommés. Dickens emploie également des guitaristes comme Kenneth Carllile (en), ou encore le spécialiste de la guitare steel Buddy Emmons (en),.
Au cours de sa carrière, Dickens interprète des ballades, notamment I've Just Got to See You Once More, mais ses morceaux les plus connus sont des titres au ton humoristique comme I'm Little But I'm Loud et Out Behind the Barn,. Le chanteur se fait également remarquer par son apparence après que le tailleur Nudie Cohn (en) lui suggère de porter des costumes de scène incrustés de strass,.

## Récompenses
Little Jimmy Dickens est élu au Country Music Hall of Fame en 1983. En 2010, il reçoit son étoile sur le Music City Walk of Fame (en) de Nashville.

## Discographie

### Albums
- 1954 : Old Country Church (Columbia Records)
- 1960 : Big Songs by Little Jimmy Dickens (Columbia)
- 1962 : Little Jimmy Dickens Sings Out Behind the Barn (Columbia)
- 1965 : Handle with Care (Columbia)
- 1965 : May the Bird of Paradise Fly Up Your Nose (Columbia)
- 1968 : Big Man in Country Music (Columbia)
- 1968 : Jimmy Dickens Sings (Decca Records)
- 1969 : Jimmy Dickens Comes Callin’ (Decca)